# Estação Crestins

A Estação Crestins é parte do Metro do Porto, localizada na freguesia de Moreira, concelho da Maia.